# 16962 Elizawoolard
16962 Elizawoolard (1998 QP93) là một tiểu hành tinh vành đai chính được phát hiện ngày 28 tháng 8 năm 1998 bởi nhóm nghiên cứu tiểu hành tinh gần Trái Đất phòng thí nghiệm Lincoln ở Socorro.